# Catocala electilella
Catocala electilella là một loài bướm đêm trong họ Erebidae.